# Grindmatris

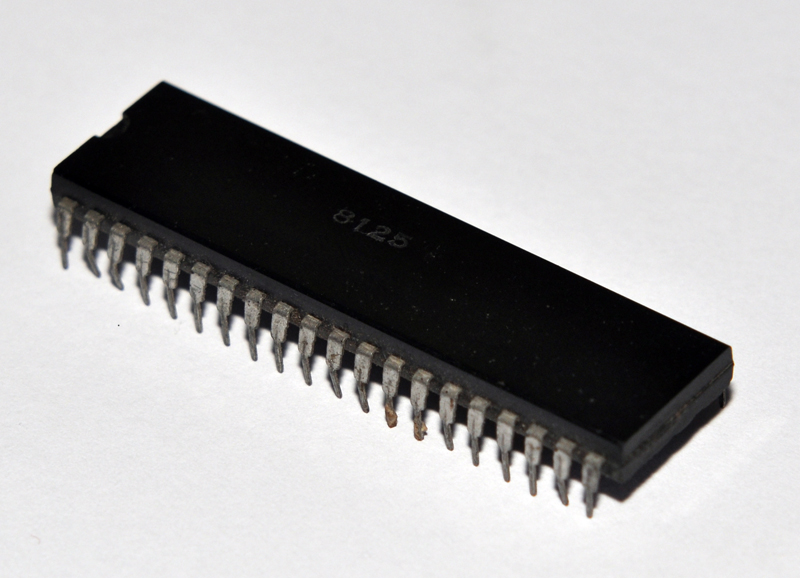
En Sinclair ZX81 grindmatris.

Grindmatris är en sorts integrerad krets. Konceptuellt och produktionsmässigt befinner den sig mitt emellan en FPGA och en ASIC. Den är inte omprogrammerbar som en FPGA och den är inte lika flexibel som en ASIC.
Den består av en sjö av logiska grindar (Sea-of-Gates) som kan maskprogrammeras för sin specifika funktion. Man bygger likadant som för en ASIC - men lägger helt enkelt dit en bra proportion av logiska funktioner och vippor utan att koppla ihop dem. Kunden kan sedan via ett eller flera metallager bestämma hur de logiska grindarna och vipporna skall kopplas ihop för att uppnå den önskade funktionen.
Anledningen till att man gör på detta sätt är att dels kan masklagerkostnaden för de undre grindlagren delas mellan alla som använder den grindmatrisen, dels sänker man produktionstiden från färdigdesignad krets till fysisk krets i handen väsentligt eftersom endast de övre metallstegen i processen behöver köras.
Ofta kan man få en FPGA som grindmatris istället - man får helt enkelt en fast programmering av FPGA:n och får då fördelen av FPGA:ns flexibilitet i utveckling och ASIC:ens lägre produktionskostnad när man volymproducerar. Förlusterna är storlek, pris och prestanda i jämförelse med en ASIC.